# دیونوگورسک
دیونوگورسک (به روسی: Дивногорск) شهر کوچکی است در کشور روسیه که در کرای کراسنویارسک واقع شده‌است. این شهر در کنار رود ینی‌سئی بنا شده‌است. بر طبق سرشماری سال ۲۰۱۰ روسیه، جمعیت این شهر برابر با ۲۸۲۷۲ نفر بوده‌است.